# Міська електричка регіону Рейн-Неккар
49°30′ пн. ш. 8°24′ сх. д. / 49.5° пн. ш. 8.4° сх. д.
Міська електричка регіону Рейн-Неккар (нім. S-Bahn RheinNeckar) утворює основу мережі міського залізничного транспорту регіону Рейн-Неккар, включно з містами Мангайм, Гайдельберг і Людвігсгафен, Німеччина.
S -Bahn має понад 437 км маршрутів в землях Рейнланд-Пфальц і Баден-Вюртемберг, а також у Саарланді та Гессені. 
Поїзди міської залізниці проходять близько 7,5 мільйонів кілометрів на рік, при цьому 113 станцій обслуговуються потягами DBAG Class 425.

## Мережа
Довжина маршрутів S-Bahn приблизно 437 км і є однією з найбільших мереж S-Bahn у Німеччині. 
Обслуговує головним чином землі Рейнланд-Пфальц і Баден-Вюртемберг, частково обслуговує землю Саар (Гомбург) і має три станції в Гессені між Неккарштайнахом і Гіршгорном. 
Чотири із семи ліній проходять разом на основній дистанції Шифферштадт – Людвігсгафен – Мангайм – Гайдельберг. 
Окрім цієї магістралі, S-Bahn працює на шести лініях із кінцевими зупинками в Гомбурзі, Остербуркені, Карлсруе, Гермерсгаймі, Брухзалі, Еппінгені, Агластергаузені, Майнці та Бенсгаймі.
Потяги курсують у робочі дні з інтервалом 30 або 60 хвилин, за винятком S7 та S8, які наразі мають лише кілька рейсів. Лінії спільні з іншими пасажирськими та вантажними перевезеннями.
| Лінія № | Маршрут | Довжина      | Станцій | Залізниця |
| ------- | --- | ------------ | ------- | --- |
| S1      | Гомбург – Остербуркен ч/з Кайзерслаутерн – Нойштадт (Вайнштрасе)– Шифферштадт – Лудвігсгафен – Мангайм – Гайдельберг – Неккаргемюнд – Ебербах – Мосбах - Зекках                                      | 202 км       | 54      | Мангайм — Саарбрюккен, Райнтальбан, Неккартальбан, Неккарельц — Остербуркен                                                |
| S2      | Кайзерслаутерн — Мосбах ч/з Нойштадт – Шифферштадт – Лудвігсгафен-Гол. – Мангайм-Гол. – Гайдельберг-Гол. – Неккаргемюнд – Ебербах                                                                    | 133 км       | 39      | Мангайм — Саарбрюккен, Райнтальбан, Неккартальбан, Неккарельц — Остербуркен                                                |
| S3      | Карлсруе-Гол.<> Карлсруе-Гол. ч/з Верт-ам-Райн – Райнцаберн – Белльгайм – Гермерсгайм – Шпеєр-Гол. – Шифферштадт – Лудвігсгафен-Гол. – Мангайм-Гол. – Гайдельберг-Гол. – Віслох-Валльдорф – Брухзаль | 104 км       | 29      | Залізниця Шифферштадт–Верт, Мангайм–Саарбрюккен, залізниця долини Рейну                                                    |
| S33     | Брухзаль – Гермерсгайм ч/з Грабен-Нойдорф – Філіппсбург | 32 км        | 11      | Брухрайнбан |
| S39     | Мангайм-Вальдгоф – Мангайм-Гол. (– Карлсруе-Гол.) ч/з Мангайм-Луценберг — Мангайм-Гол. (- Гайдельберг-Гол. - Віслох-Валльдорф - Бруксаль - Карлсруе-Дурлах)                                          | 7 км (79 км) | 3 (20)  | Ріденбан, Райнтальбан |
| S4      | Гермерсгайм – Брухзаль ч/з Шпаєр-Гол. – Шифферштадт – Людвігсгафен-Гол. – Людвігсгафен-Мітте – Мангайм-Гол. – Гайдельберг-Гол. – Віслох-Вальдорф                                                     | 83 км        | 27      | залізниця Верт — Шіфферштадт, залізниця Мангайм — Саарбрюккен, Райнтальбан                                                 |
| S4      | Людвігсгафен-BASF-Північний – Гермерсгайм ч/з Шпаєр-Гол. – Шифферштадт – Людвігсгафен-Гол. – Людвігсгафен-Мітте – Мангайм-Гол. – Гайдельберг-Гол. – Віслох-Вальдорф – Брухзаль                       | 38 km        | 15      | промислова залізниця BASF, залізниця Верт — Шіфферштадт, залізниця Мангайм — Саарбрюккен                                   |
| S44     | Людвігсгафен-BASF-Північний – Людвігсгафен-Головний | 5 км         | 4       | промислова залізниця BASF                                                                                                  |
| S5      | Гайдельберг-Гол. – Еппінген ч/з Некаргемюнд – Меккесгайм – Зінсгайм (Ельзенц) | 43 км        | 19      | Ельзенцтальбан, залізниця Штайнсфурт — Еппінген                                                                            |
| S51     | (Гайдельберг-Гол –) Меккесгайм – Агластергаузен ч/з Неккаргемюнд – Меккесгайм – Вайбштадт – Неккарбішофсгайм-Північний                                                                               | 39 км        | 14/16   | Неккартальбан, Ельзенцтальбан, залізниця Мекесгайм — Неккарельц                                                            |
| S6      | Бенсгайм – Майнц-Гол. ч/з Геппенгайм – Вайнгайм-Гол. – Ной-Едінген/Фрідріксфельд – Мангайм-Гол. – Людвиігсгафен-Гол. – Франкенталь-Гол.– Вормс-Гол. – Майнц-Гол.                                     | 108 км       | 31      | Залізниця Майн — Неккар, Рейнська залізниця, Залізниця Майнц — Людвігсгафен                                                |
| S7      | Мангайм-Гол. – Бенсгайм ч/з Ной-Едінген/Фрідріксфельд – Вайнгайм (Бергстр)-Гол. – Геппенгайм (Бергстр)                                                                                               |              | 6       | Залізниця Майн — Неккар, Рейнська залізниця, Залізниця Ной-Едінген/Мангайм–Фрідріхсфельд–Шветцінген, Залізниця Майн-Неккар |
| S8      | Мангайм-Гол. <> Бібліс ч/з Мангайм-Кеферталь – Лампертгайм | 28 км        | 7       | Залізниця Мангайм — Франкфурт                                                                                              |
| S9      | Карлсруе-Гол. – Грос-Роргайм ч/з Грабен-Нойдорф – Вагойзель – Гоккенгайм – Шветцинген – Мангайм-Гол. – Лампертгайм – Бібліс                                                                          | 89 км        | 23      | Рейнська залізниця, залізниця Мангайм — Франкфурт                                                                          |

### Операційні закономірності
Усі лінії мають базовий інтервал 60 хвилин. 
Через те, що маршрути в основному збігаються, інтервал зазвичай кожні півгодини. 
На основній лінії між Шифферштадтом і Гайдельбергом курсують чотири лінії, кожна з погодинним інтервалом, але через проблеми з координацією може не бути чистий 15-хвилинний інтервал. 
Людвігсгафен-Рейнгенгайм і Людвігсгафен-Мунденгайм зазвичай не обслуговуються лініями S1 і S3. 
Лінія S1 зазвичай обслуговує станцію Мангайм-Сортувальний і Мангайм-Зекенгайм. 
У суботу вдень і в неділю S2 з Кайзерслаутерна закінчується в Гайдельберзі, а S4 курсує лише між Гермерсгаймом і Мангаймом.
Попри те, що лінії працюють з 05:00 до 01:30, регулярний трафік зазвичай лише приблизно з 08:00 до 21:00.

## Історія

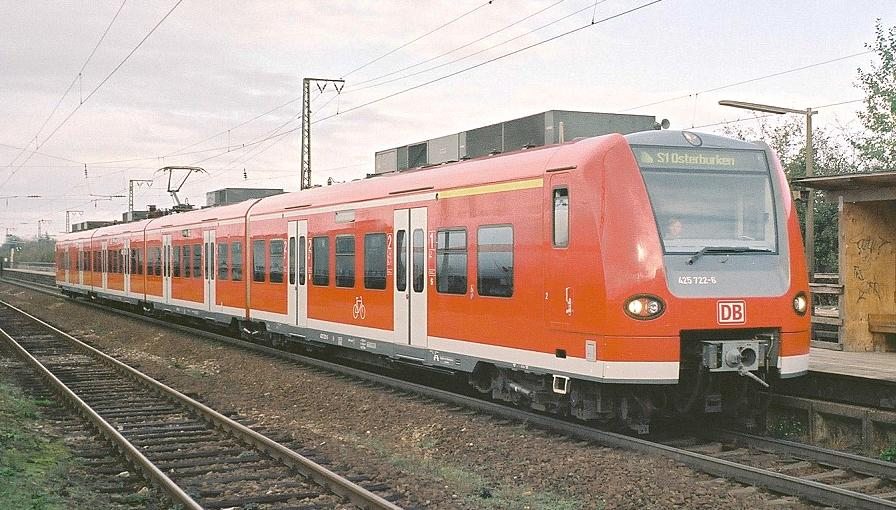
Потяг лінії S1 S-Bahn на колишній сортувальній станції Мангайма

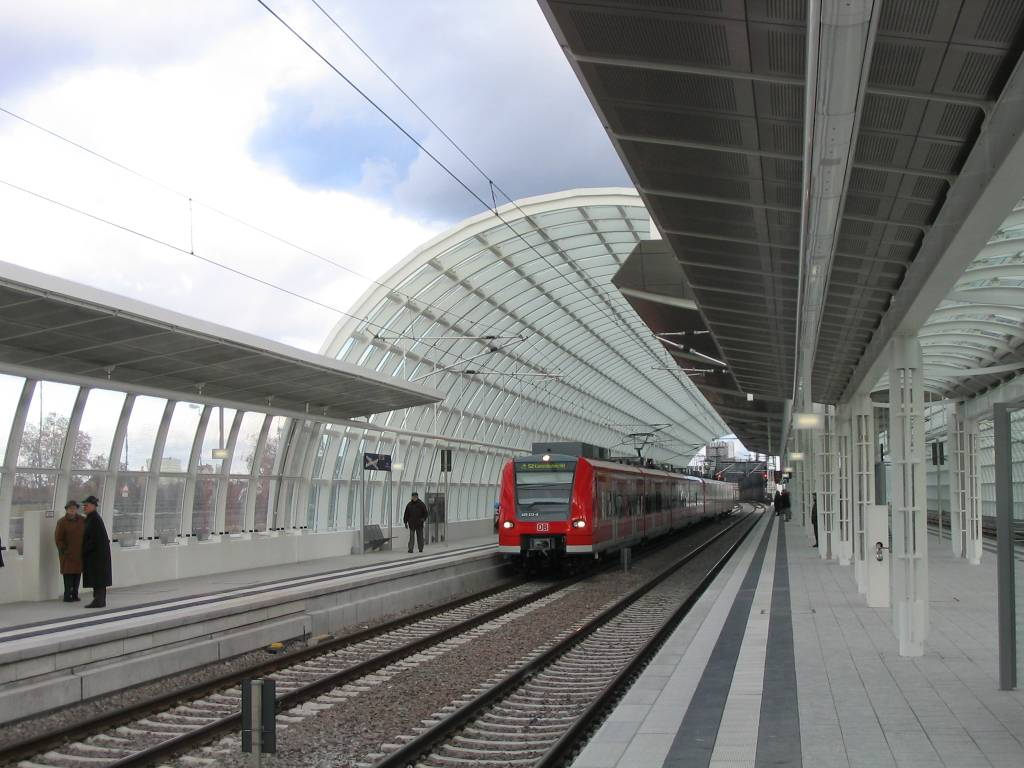
Станція Людвігсгафен-Мітте

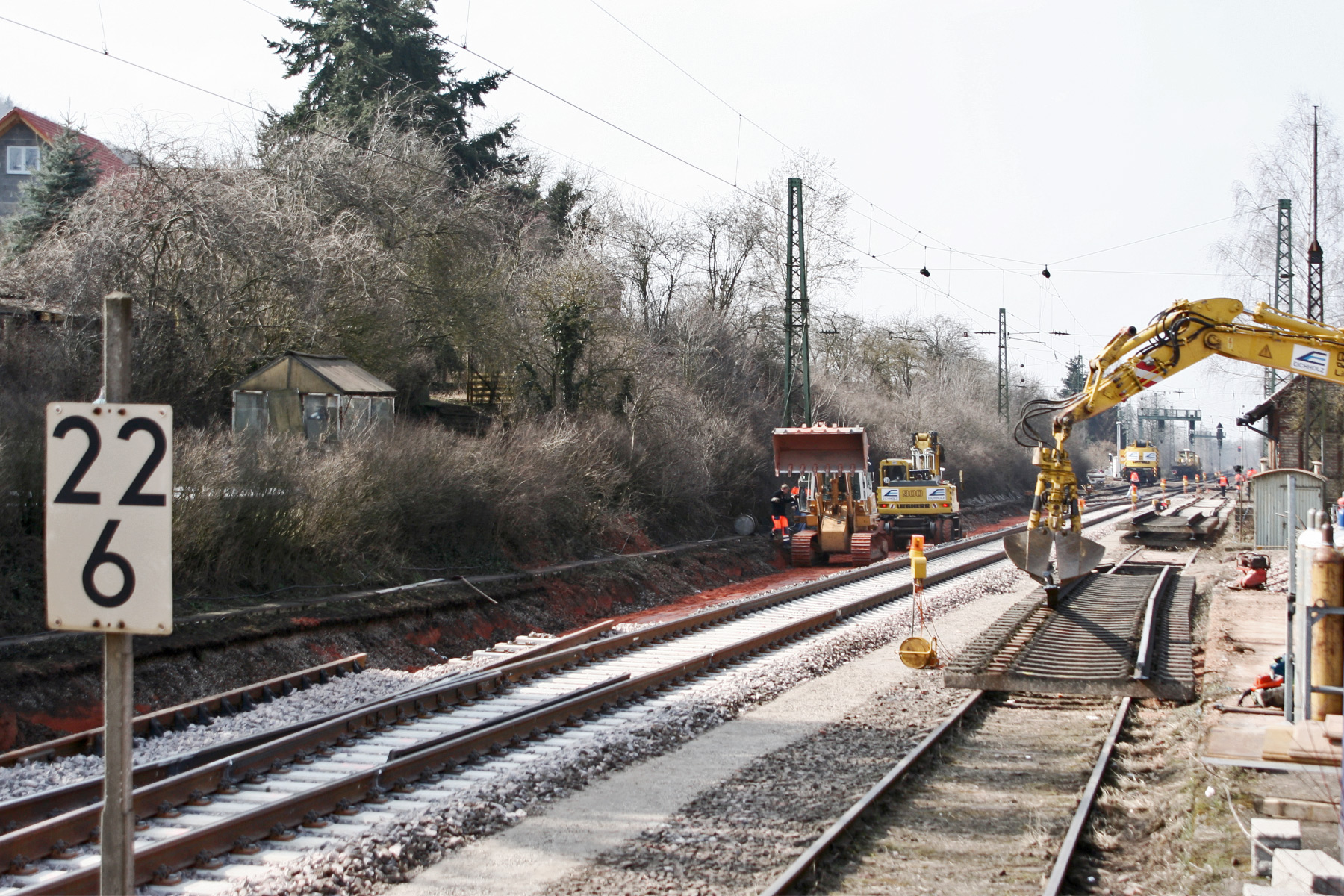
Будівництво між Кайзерслаутерном і Гомбургом

14 грудня 2003 року регіон Рейн-Неккар став останнім великим густонаселеним районом у Німеччині із запровадження системи S-Bahn — планування тривало десятиліттями та передбачало співпрацю земель Баден-Вюртемберг, Гессен і Рейнланд-Пфальц. Після загальноєвропейського оголошення про тендери, управління на 12 років у 2002
— 2015 рр. надано DB Regio.

### Перший етап розвитку
Починаючи з 2001 року, лінії та станції були підготовлені до роботи S-Bahn. 
260 мільйонів євро було інвестовано в будівництво і 190 мільйонів євро в транспортні засоби. 
Було побудовано додатковий міст через Рейн між Мангаймом і Людвігсгафеном, терміново необхідний для збільшення пропускної спроможності, об’їзну залізницю Шифферштадт для міжміського сполучення та станцію S-Bahn Людвігсгафен-Мітте на Берлінер-плац. 
Нове депо S-Bahn було споруджено біля станції Людвігсгафен-Головний.
Уніфіковані станції. 
Платформи підняті до 760 мм і зроблені доступними для людей з обмеженими можливостями, частково через ліфти. Запроваджено нове обладнання платформи - зали очікування та сидіння.
Платформи Мангайм-Зекенгайм, Мангайм-Сортувальний, Людвігсгафен-Мунденгайм і Людвігсгафен-Райнгенгайм тимчасово підняті за допомогою дерев'яних дощок, оскільки не було прийнято рішення щодо остаточної конфігурації колії чи майбутнього розташування платформ.

#### Розширення до Гермерсгайма
Перший етап завершений наприкінці 2006 року з розширенням від Гомбурга до Кайзерслаутерна та маршруту Мангайм —  Шпаєр до Гермерсгайма. 
Шпаєрський маршрут потребував електрифікації на південь від Шифферштадта та модифікації трьох станцій. 
У Шпаєр-Південний побудована нова станція, але її відкриття відкладено. 
Наступне розширення від Гермерсгайма до Грабен-Нойдорфа та Брухзаля відкрито в грудні 2011 року, а розширення лінії S5 штадтбану Карлсруе від Верт-на-Рейні до Гермерсгайма відкрито в грудні 2010 року.

#### Розширення до Гомбурга (Саар)
Модернізація лінії Мангайм — Кайзерслаутерн до Гомбурга було виконано як терміновий проект у рамках підготовки до Чемпіонату світу з футболу 2006 року. 
Однак модернізацію не завершено вчасно, і трафік відкрито в грудні 2006 року. 
Лише лінія S1 курсує до Гомбурга; S2 закінчується в Кайзерслаутерні. 
Місто Гомбург не брало фінансової участі в цьому розширенні.

#### Маршрут Гайдельберг — Карлсруе
На всіх станціях на маршруті Гайдельберг — Карлсруе подовжені платформи до 140 м під час першого етапу розширення, щоб дати можливість зупинятися подвійними потягам S-Bahn.
На шести станціях платформи подовжені до 210 м, щоб мати можливість використовувати потрійні потяги S-Bahn  через очікувану інтенсивність руху. 
15 грудня 2019 року також введена в експлуатацію нова станція Штетфельд-Ваєр.

### Другий етап розширення
Невдовзі після початку експлуатації для S-Bahn Рейн-Неккар було заплановано другий етап розширення. 
Тим не менш, графік, викладений у Realisierungsprogramm Rhein-Neckar-Takt 2010, який передбачав подальше розширення до Гомбурга, Брухзаля, Карлсруе, Еппінгена, Дармштадта та Вормса
у 2008-2010 рр., було знову відхилено у 2006 році. 
Причинами цього було скорочення фінансування, згідно федерального Закону про регіоналізацію залізничного транспорту («документ Коха — Штайнбрюка»), а також необхідність фінансування інфраструктурних заходів, необхідних для збільшення пропускної спроможності на півночі регіону, зокрема високошвидкісної залізниці Франкфурт — Мангайм.

#### Гайдельберг — Еппінген/Агластергаузен
У листопаді 2000 року Verkehrsforum 2000 вперше запропонував розширення до Еппінгена.
У серпні 2002 року «стандартизована оцінка» для електрифікації всіх трьох маршрутів до Агластергаузена, Бад-Фрідріхсхалля та Еппінгена показала співвідношення вигод і витрат 3,7. 
Окружний адміністратор і колишній директор метрополійного регіону Рейн-Неккар Штефан Даллінгер заявив, що йому не відомо про жоден проект з таким хорошим результатом.
Правління ZRN схвалило модернізацію в грудні 2003 року.
Угоду про планування було підписано 13 травня 2004 року, а контракт на будівництво та фінансування — 20 вересня 2007 року.
Проект мав коштувати 81,5 мільйона євро, з яких 66,9 мільйона євро припадало на прийнятні витрати на будівництво, з яких федеральний уряд сплатив 60%, а земля Баден-Вюртемберг сплатила 20% відповідно до Закону про фінансування муніципального транспорту.
Решту витрат взяли на себе муніципалітети та райони.
Модернізація 78 км залізниці
і містила встановлення близько 1180 комплектів підвісних щогл.
10 жовтня 2009 року відбулося відкриття електрифікованого маршруту.
З грудня 2009 року нова лінія S5 працює від станції Гайдельберг-Головний на залізницях Неккартальбан та Ельзенцтальбан до Зінсгайма або щогодини на залізниці Штайнсфурт — Еппінген до Еппінгена. 
До грудня 2016 року потяги лише зрідка зупинялися на двох гайдельберзьких зупинках Шлірбах/Цигельгаузен і Ортопеді, а після цього лише що години. 
Лінія S51 була відкрита в червні 2010 року; вона відгалужується в Мекесгаймі від залізниці Мекесгайм — Неккарельц, потяги щогодини курсують до Агластергаузена.
В Еппінгені є пересадка на лінію S4 штадтбан Карлсруе і штадтбан Гайльбронна. 
З грудня 2014 року, після інтеграції східної частини Ельзенцтальбан та північної лінії штадтбана Гайльбронна, також відкрита пересадка до Гайльбронна у Зінсгаймі.

#### Розширення  від Гермерсгайма до Брухзаля

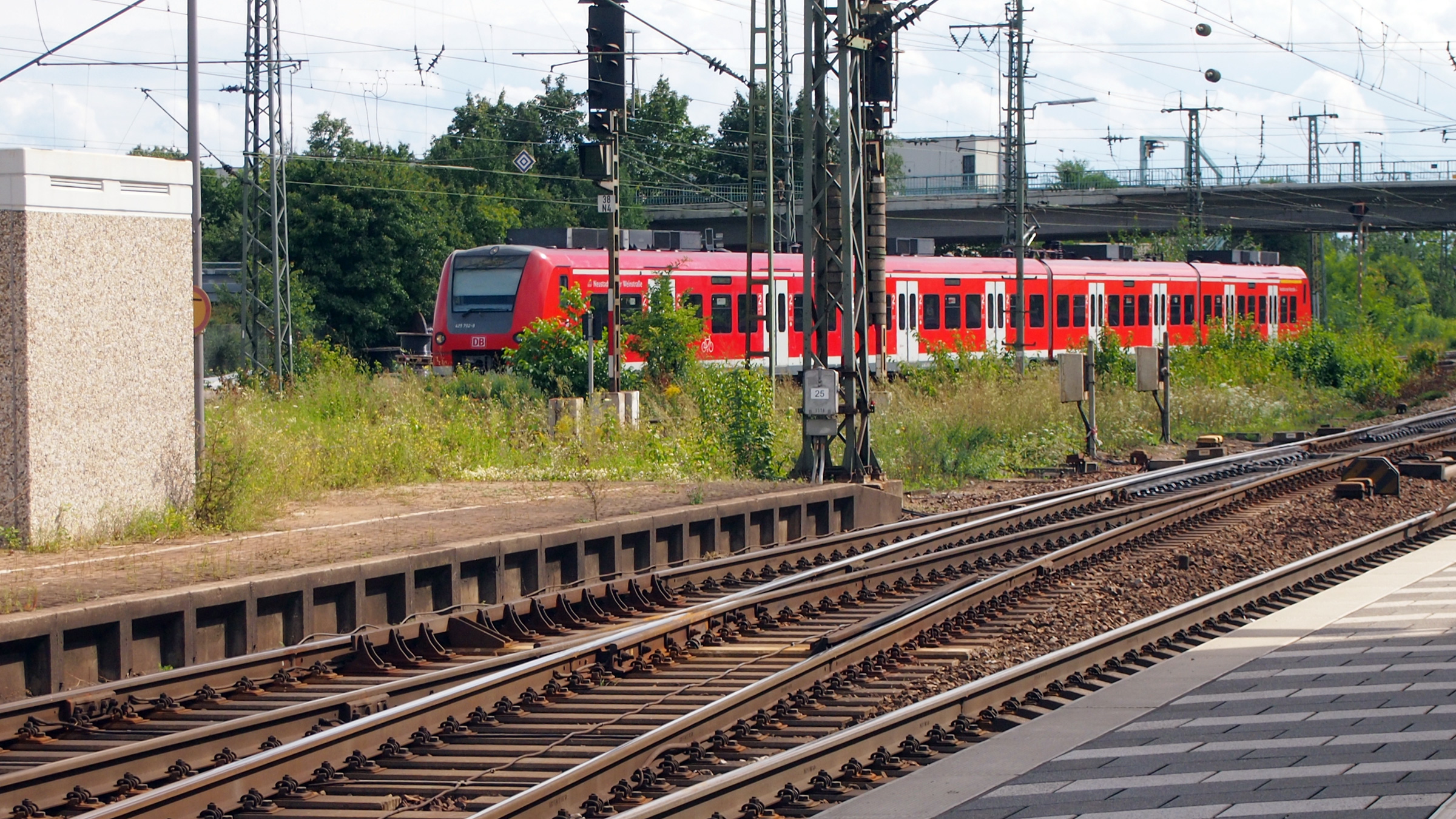
Потяг лінії S33 на станції

Другий етап розширення також мав на меті інтеграцію Брухрайнбану від Гермерсгайма через Грабен-Нойдорф до Брухзаля в мережу S-Bahn. 
Цей маршрут було додано до мережі S-Bahn під час зміни розкладу 2011/2012 11 грудня 2011 року та обслуговує лінію S4, але який позначається як S 33, щоб уникнути плутанини з лінією штадтбану Карлсруе.
Це вимагало значної модернізації та електрифікації між Грабен-Нойдорфом і Гермерсгаймом. 
Крім того, було побудовано три нові зупинні пункти Гермерсгайм-Мітте/Райн, Брухзаль-на-Мантелі і Брухзаль-Спортцентрум. 
Модернізація лінії почалася на початку липня 2010 року і тривала 17 місяців. 
Вартість інфраструктурних робіт склала приблизно 31,7 млн євро. 
Єдиним винятком стала зупинка Брухзаль-на-Мантелі, на якій у 2012 році не було пандусів і ліфтів.

#### Майнц — Вормс — Франкенталь — Людвігсгафен-на-Рейні — Мангайм
Залізницю Майнц — Людвігсгафен було включено до маршруту нової лінії S6 після незначних змін у розкладі 10 червня 2018 року. 

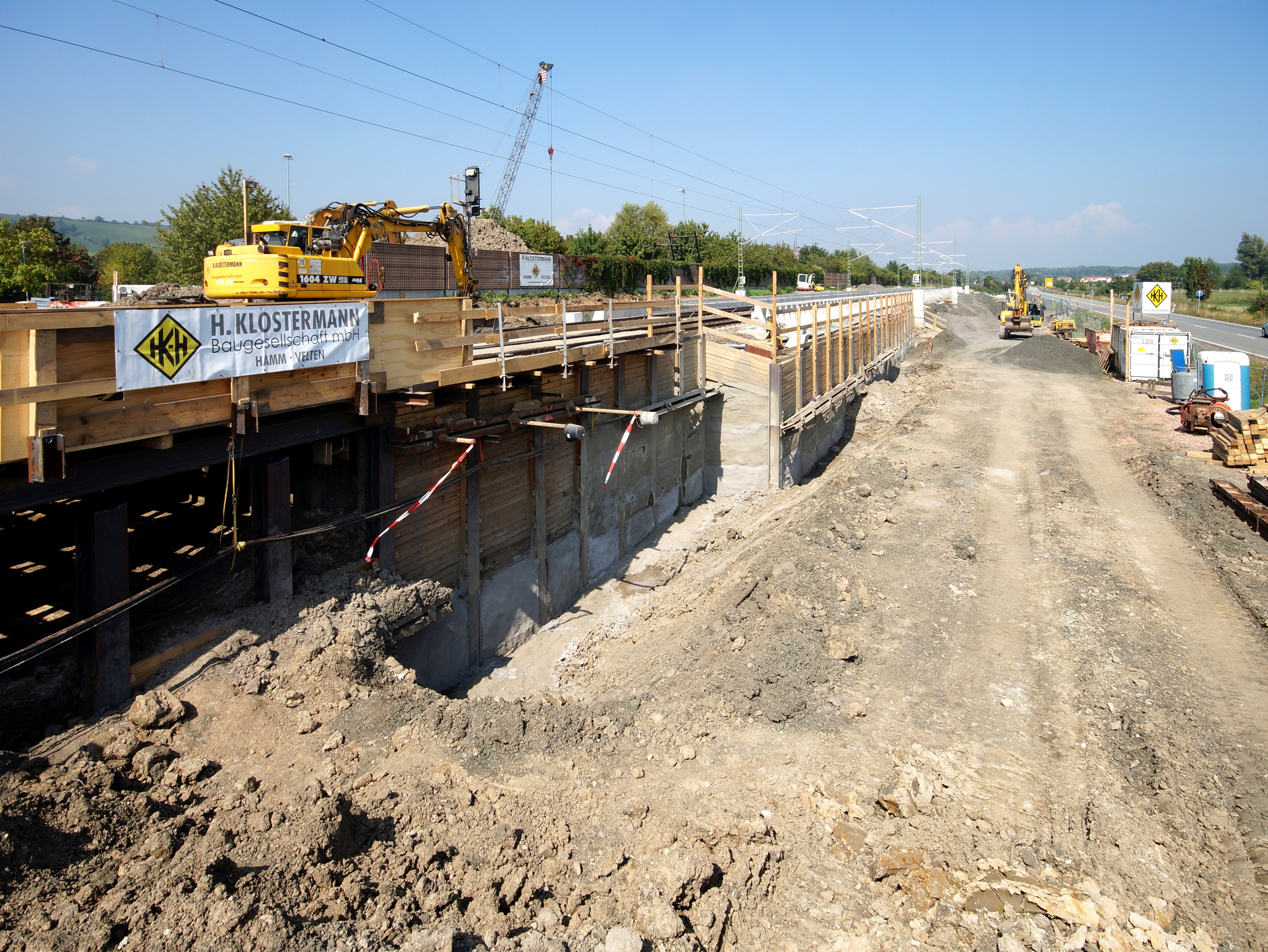
Будівництво станції Дінгаймер влітку 2014 року

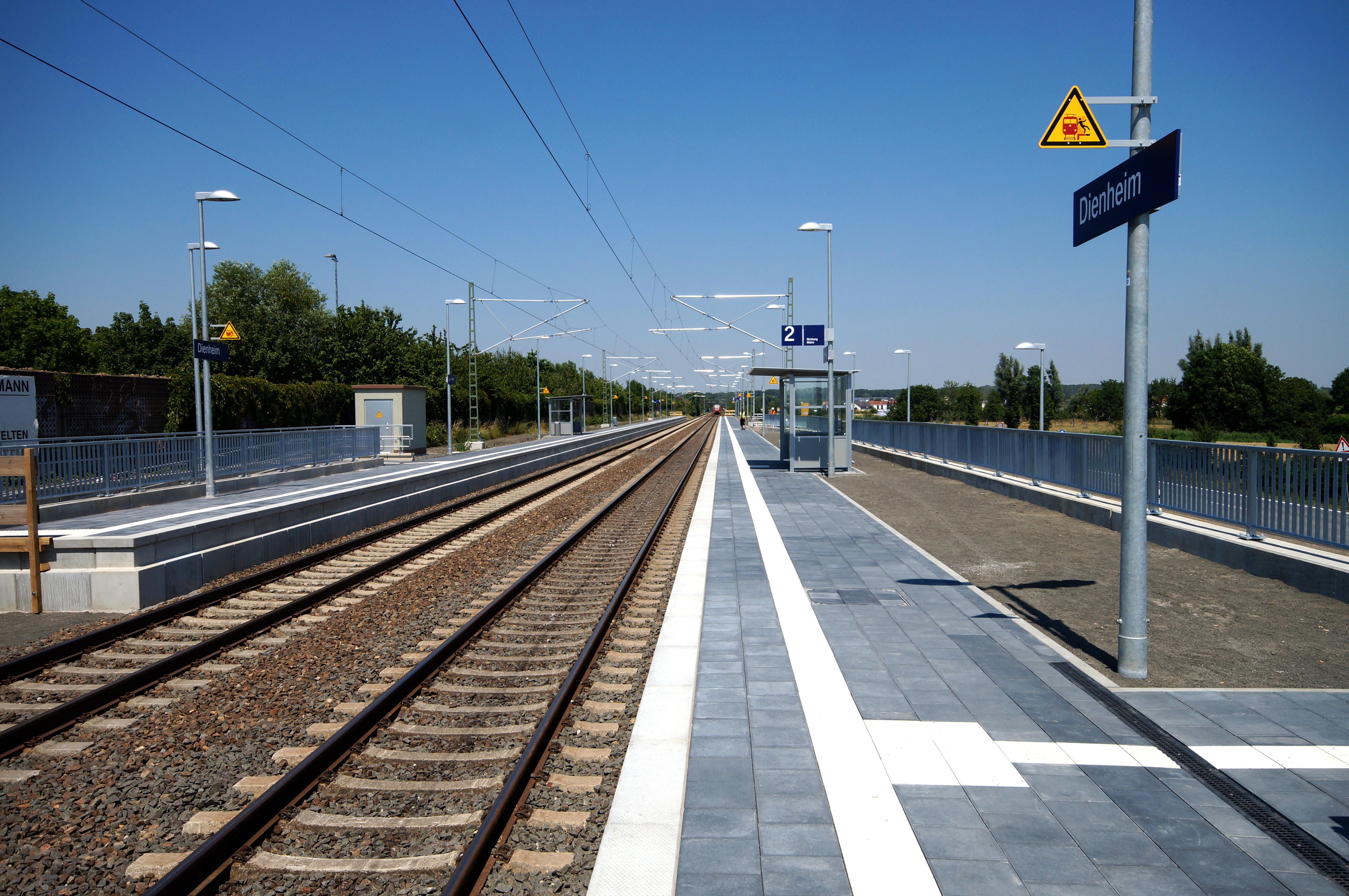
Станція Дінгаймер 2 липня 2015 року, незабаром після її введення в експлуатацію 14 червня 2015 року

Перший трафік поїздів S-Bahn із використанням адаптованого складу DBAG Class 425 було впроваджено на дистанції Майнц — Вормс — Франкенталь — Людвігсгафен на маршруті Regionalbahn Райн–Мангайм (–Вайнгайм–Бенсгайм) з початку 2006 року. 
Лінія S 6 замінила попередню лінію Regionalbahn RB 44.
На додаток до переобладнання чинних станцій, щоб зробити їх сумісними з операціями S-Bahn, нові станції були відкриті в Дінгаймі Франкенталь-Південний зі зміною розкладу 14 червня 2015 року. 
У 2012-2013 рр. почалося будівництво станцій Майнц-ремішес-театр, Людвігсгафен-Оггерсгайм, Меттенгайм і Боденгайм, 
а роботи на інших десяти станціях були завершені до червня 2016 року. 
Станцію Меттенгайм було завершено у вересні 2013 року. 
Заплановане створення станцій у Роксгаймі та Вормс-Південний
було скасовано, через протидію місцевих муніципалітетів.

#### Людвігсгафен-Головний — Людвігсгафен-BASF-Північний
BASF у Людвігсгафені та три його зупинки, BASF-Північний, BASF-Центральний та BASF-Південний, обслуговує міська залізниця з грудня 2018 року. 
Введення в експлуатацію цих зупинних пунктів вимагало модернізації та електрифікації залізниці. 
Відтоді його обслуговують поїзди, що курсують як лінія S44.

#### Мангайм — Шветцинген — Грабен-Нойдорф — Карлсруе
Залізниця, що проходить на схід від Рейну по маршруту Мангайм – Шветцинген – Гоккенгайм – Вагойзель — Грабен-Нойдорф — Карлсруе (Рейнська залізниця), експлуатується лінією S9, що сполучає мережі S-Bahn Рейн-Неккар і Карлсруе, з грудня 2020 року. 
Спочатку ця лінія мала назву «S8». 
Оскільки станцію Карлсруе-Головний вже обслуговує лінія з таким позначенням, на початку 2020 року було оголошено, що замість неї використовуватиметься позначення «S9». 
Це означає, що весь маршрут між Карлсруе та Біблісом матиме єдиний номер лінії (як RB2 до нього). 
Нові станції S-Bahn були відкриті в Гіршаккер і Шветцинген-Північний у 2021 році, а станцію Шветцинген-Північний планують відкрити до кінця 2025 року, але запропонована станція Грабен-Нойдорф-Південний наразі не вважається сумісною з розкладом.
Станції на південній дистанції між Грабен-Нойдорф і Карлсруе були модернізовані, у 2011-2014 рр.. 
На півночі лінії станції Нойлусгайм і Гоккенгайм вже мали платформи необхідної довжини та висоти, тому потрібно було лише модернізувати ліфти. 
Роботи в Гоккенгаймі та Шветцингені були завершені у березні та липні 2018 року відповідно. 
Платформи були перебудовані в Візенталі, Вагойзелі та Офтерсгаймі. 
Однак завершення будівництва ліфта та покрівлі сходів у Нойлусгаймі було відкладено до грудня 2019 року.
Через особливе розташування та будівництво станції масштабні роботи можна було провести лише за умови блокування всієї станції.
Дві компактні станції були побудовані в Мангайм-Рейнау та Мангайм-Неккарау, які дозволяють швидко та без бар’єрів пересісти на трамваї та автобуси Rhein-Neckar-Verkehr. 
Ця робота була завершена в Мангайм-Рейнау наприкінці квітня 2018 року,
за винятком незначних залишкових робіт, і «компактну станцію» було офіційно відкрито 12 липня 2019 року. 
На відміну від Мангайм-Рейнау, при будівництві станції Мангайм-Неккарау виникли певні проблеми 
Проте на коліях 1 і 2 були побудовані тимчасові платформи, які були завершені в травні 2020 року.
Будівельні роботи на станції Шветцинген-Гіршаккер розпочалися 29 березня 2021 року та були завершені вчасно до зміни розкладу в грудні 2022 року. 
Відтоді станція працює. 
Наприкінці липня 2021 року було відкрито новий пасажирський підземний перехід, який з’єднує платформи 1 і 2.

#### Мангайм — Бібліс — Грос-Роргайм
Зі сторони Гессену Рідбан між Мангаймом і Грос-Роргаймом також був інтегрований у мережу S-Bahn Рейн-Неккар як лінія S9. 
Спочатку планувалося, що лінія буде проходити лише до Бібліса, але район Бергштрассе зміг розширити його завдяки перенесенню меж тарифів між Verkehrsverbund Rhein-Neckar (VRN) і Rhein-Main-Verkehrsverbund (RMV) до Гросс-Роргайму.
Наприкінці січня 2016 року земля Гессен уклала угоду про впровадження та фінансову угоду з DB Station&Service, згідно з якою земля Гессен інвестувала 5 мільйонів євро в модернізацію п’яти станцій Гессену: Лампертгайм, Бюрштадт, Бобштадт, Бібліс і Грос-Роргайм. 
Крім того, муніципалітети фінансували через Zweckverband Verkehrsverbund Rhein-Neckar і надали 8,2 мільйона євро, тоді як федеральний уряд надав 11 мільйонів євро. 
Будівництво розпочалося 7 липня 2016 року з церемонії закладки фундаменту на станції Бібліс.
Завершення планувалося до кінця 2017 року.
Роботи в Бобштадті були завершені у вересні 2017 року; Бібліс і Лампертгайм були повністю реконструйовані з червня 2019 року. 
Станцію Грос-Роргайм було відкрито в жовтні 2020 року, а станцію Бюрштадт — у липні 2021 року.
Дві станції в Мангаймі, які ще потребують модернізації (Мангайм-Вальдгоф і Мангайм-Кеферталь), а також нову станцію в Мангайм-Нойостгайм мали ввести в експлуатацію у 2021-2024 рр. 
Лінія 8 між Нойостгайм і Кеферталь працює з грудня 2022 року.

#### Мангайм-Головний – платформа F
За для збільшення пропускної спроможності станції Мангайм-Головний та уникнути проблем, спричинених одночасною зупинкою двох поїздів на обох кінцях однієї і тієї ж колії платформи на платформних коліях 7, 9 і 10 було побудовано з вересня 2014 року, нову платформу F, яка виходить на колії 11 і 12. 
Її побудовано виключно для місцевого руху. 
Майбутня лінія S8 S-Bahn (Мангайм — Шветцінген — Ваггойзель — Карлсруе) використовуватиме її. 
Її також використовуватимуть RE1 (Кобленц — Трір — Саарбрюкен — Мангайм) і RE14 (Майнц — Мангайм).
Під час підготовки перенесено колії вантажних поїздів ближче до B36.
Колія 12 вже працювала наприкінці 2016 року, тоді як колія 11 була завершена в серпні 2017 року. 
Оскільки колія 12 вже працювала, а пасажирський підземний перехід на північному кінці платформи не був завершений, довелося застосувати тимчасове рішення. 
Таким чином, доступ до колії 12 здійснювався через колію 10а, а звідти через міст до нової платформи. 
Проте колію 10а довелося перекрити для руху поїздів. 
Колія 10b продовжувала використовуватися, але тільки з півдня.

### Операції з 2016 року
Після оголошення тендерів у грудні 2013 року компанія DB Regio здобула контракт на лот 1 (S1, S2, S3, S4, S33) з приблизно 8 мільйонами потяг-кілометрів на рік
на період з грудня 2016 року по грудень 2033 року.
Проміжний рік через затримку тендеру був покритий перехідною концесією.
Трафік виконується модернізованими для цієї мети потягами класу 425. 
Для того, щоб збільшити кількість місць, парк рухомого складу розширюється з 40 до 77 вагонів, досягнувши 64 вагонів у 2018 році, 
що досягнуто додаванням шести потягів комплектації 425,3, придбаних у Ганновері. 
Пакет також містить потяги, які курсуватимуть до BASF з грудня 2017 року, і покращене обслуговування до Гомбурга з 2019 року.
Nahverkehrsgesellschaft Baden-Württemberg (місцева транспортна компанія Баден-Вюртемберга; NVBW) оголосила про лот 2, мережу 6b, загальноєвропейським тендером наприкінці вересня 2015 року після кількох затримок. 
Спочатку тендер було заплановано на початок 2014 року
Він містить операції на лінії до Майнца та складає шість мільйонів потяг-кілометрів на рік. 
Передача операцій терміном на 15 років відбулася наприкінці 2020 року, 
а лінія до Майнца відкрита наприкінці 2021 року. 
20 червня 2017 року, DB Regio здобула контракт.
Лінії (S5, S6, S8, S9) будуть працювати на новому рухомому складі Siemens Mireo. 
Відповідний контракт на 57 тривагонних потягів був підписаний між DB Regio AG та Siemens у серпні 2017 року
10 грудня 2023 року лінію S3 було продовжено від Гермерсгайма через Верт до Карлсруе. 
Поїздки S-Bahn доповнюють трафік штадтбану Карлсруе на тому ж маршруті.

## Рухомий склад

### Class 425 "Рейн-Неккар S-Bahn"

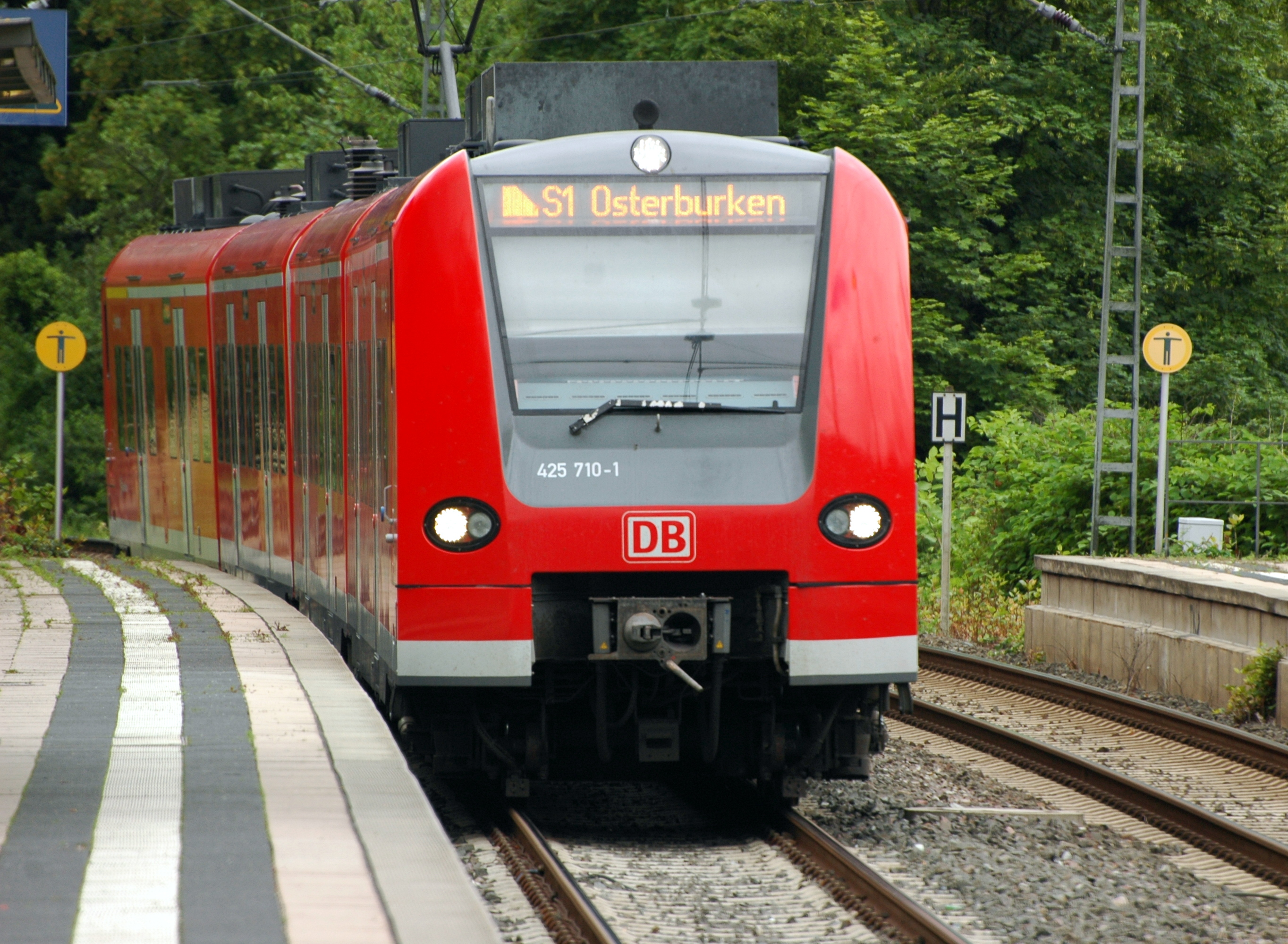
Потяг class 425 «S-Bahn Рейн-Неккар» у Гайдельберг-Шлірбах/Цигельгаузен

Рухомий склад, заснований на другій серії DBAG Class 425, використовувався з початку роботи S-Bahn Рейн-Неккар у 2002 році. 
Ці потяги мають туалет і менше вхідних дверей, ніж DBAG Class 423. 
Висота підлоги - 780 мм. 
Їх складні сходинки дозволяють переходити рівень з платформи.
Зі зростанням мережі потрібен був додатковий рухомий склад. 
Таким чином, починаючи з жовтня 2015 року, було реконструйовано 37 додаткових транспортних засобів для Лоту 1 міської залізниці Рейн-Неккар на додаток до 40 оригінальних поїздів S-Bahn (425.2), які раніше переважно використовувалися для регіональних перевезень регіону Рейн-Некар. 
Але рухомий склад також був придбаний з Ганновера та Північний Рейн-Вестфалії. 
Загалом під час першого етапу було переобладнано 77 вагонів (11x 425.0, 40x 425.2, 6x 425.3 і 20x 425.4).
Ще 14 вагонів були переобладнані на другому етапі до квітня 2018 року, і вперше їх використовували на лінії S 6 до Майнца.

### Class 463 – Siemens Mireo

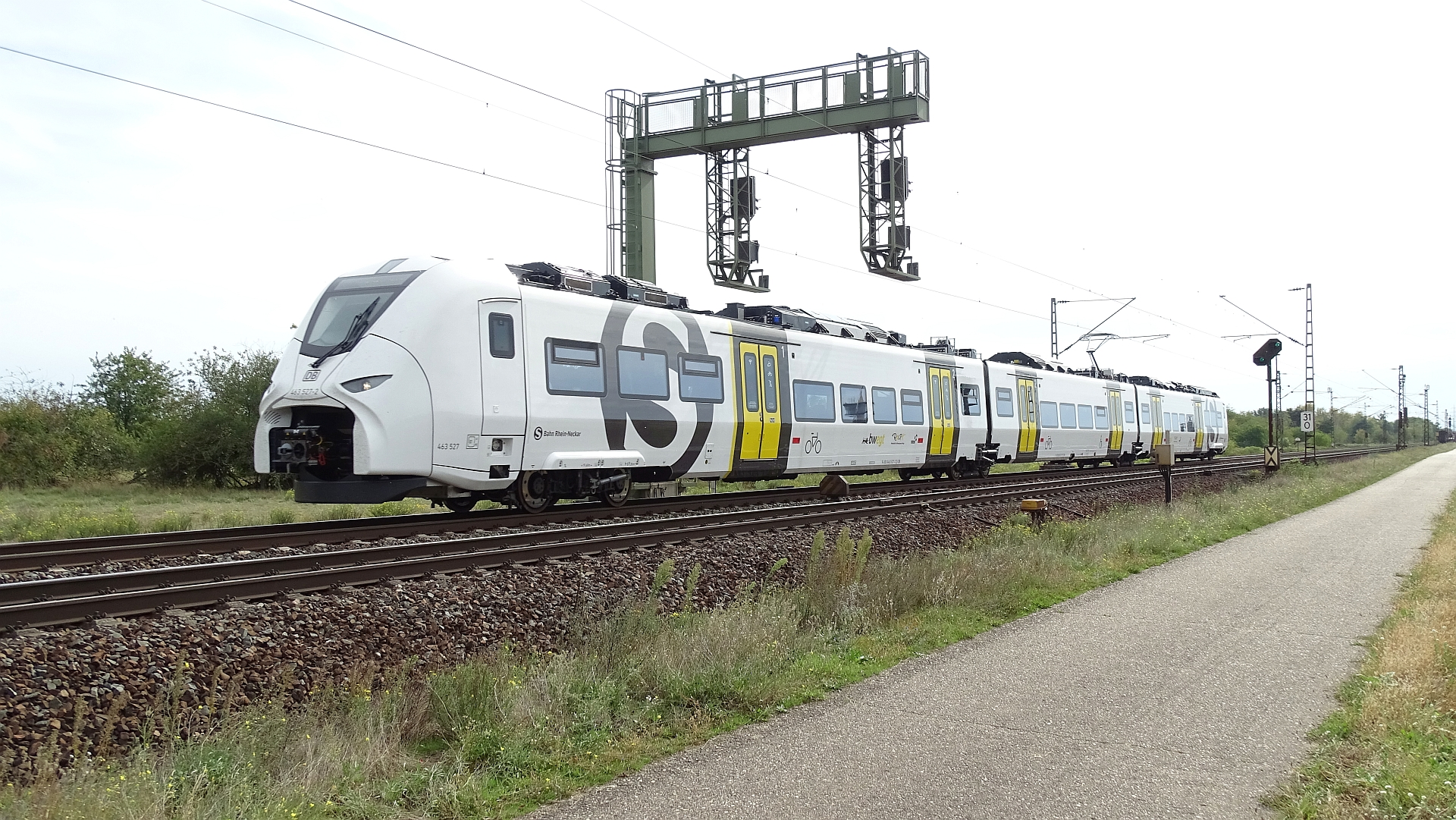
Потяг DB Class 463 Siemens Mireo у Ваггойзелі

Для лоту 2 у серпні 2017 року було замовлено 57 тривагонних потягів Siemens Mireo. 
Що використовуються з грудня 2020 року на нових лініях S-Bahn.
70-метрові потяги мають 200 пасажирських місць, 26 веломісць і безкоштовний Wi-Fi для пасажирів. 
Інтегрована система для усунення проміжків має дозволити людям з обмеженою мобільністю здійснювати плавний вхід і вихід на платформи висотою 76 см без сторонньої допомоги. 
Ліврея потягів не червоного кольору Deutsche Bahn, а світло-сірого з темно-сірими секціями біля дверей і великим логотипом S-Bahn. 
Жовті двері мають виділятися на темно-сірому тлі.